# غار اوزن دره
غار اوزن دره مربوط به میان سنگی است و در شهرستان مرودشت، روستای اوزن دره واقع شده و این اثر در تاریخ ۲ آبان ۱۳۸۲ با شمارهٔ ثبت ۱۰۵۴۰ به‌عنوان یکی از آثار ملی ایران به ثبت رسیده است.